# می‌نامی‌بوسو، چیبا
مینامیبوسو، چیبا از شهرهای استان چیبا ژاپن است که جمعیت آن در ۱ ژانویه ۲۰۰۸ ۴۳٬۵۵۳ نفر بوده‌است.

## نگارخانه

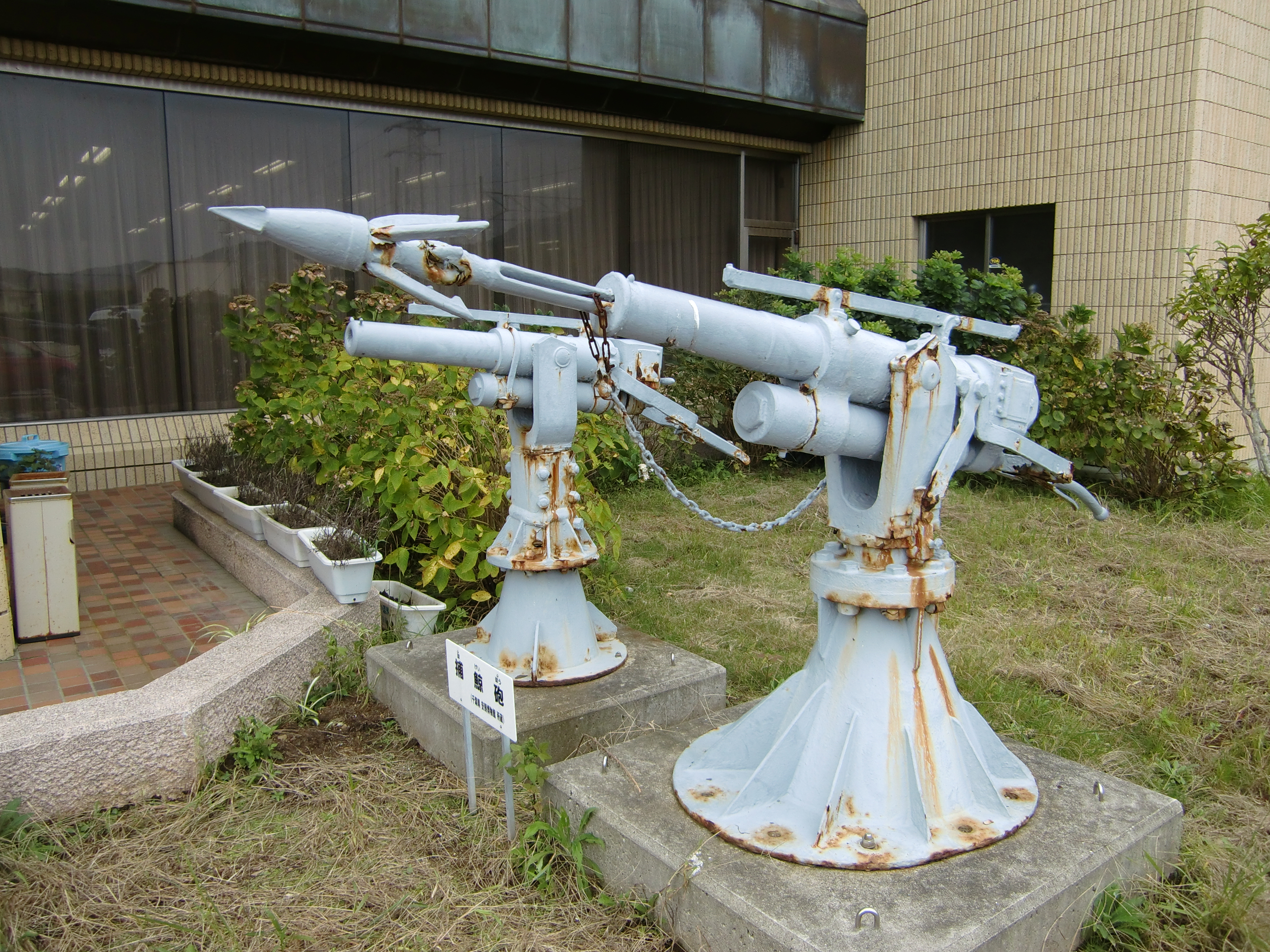
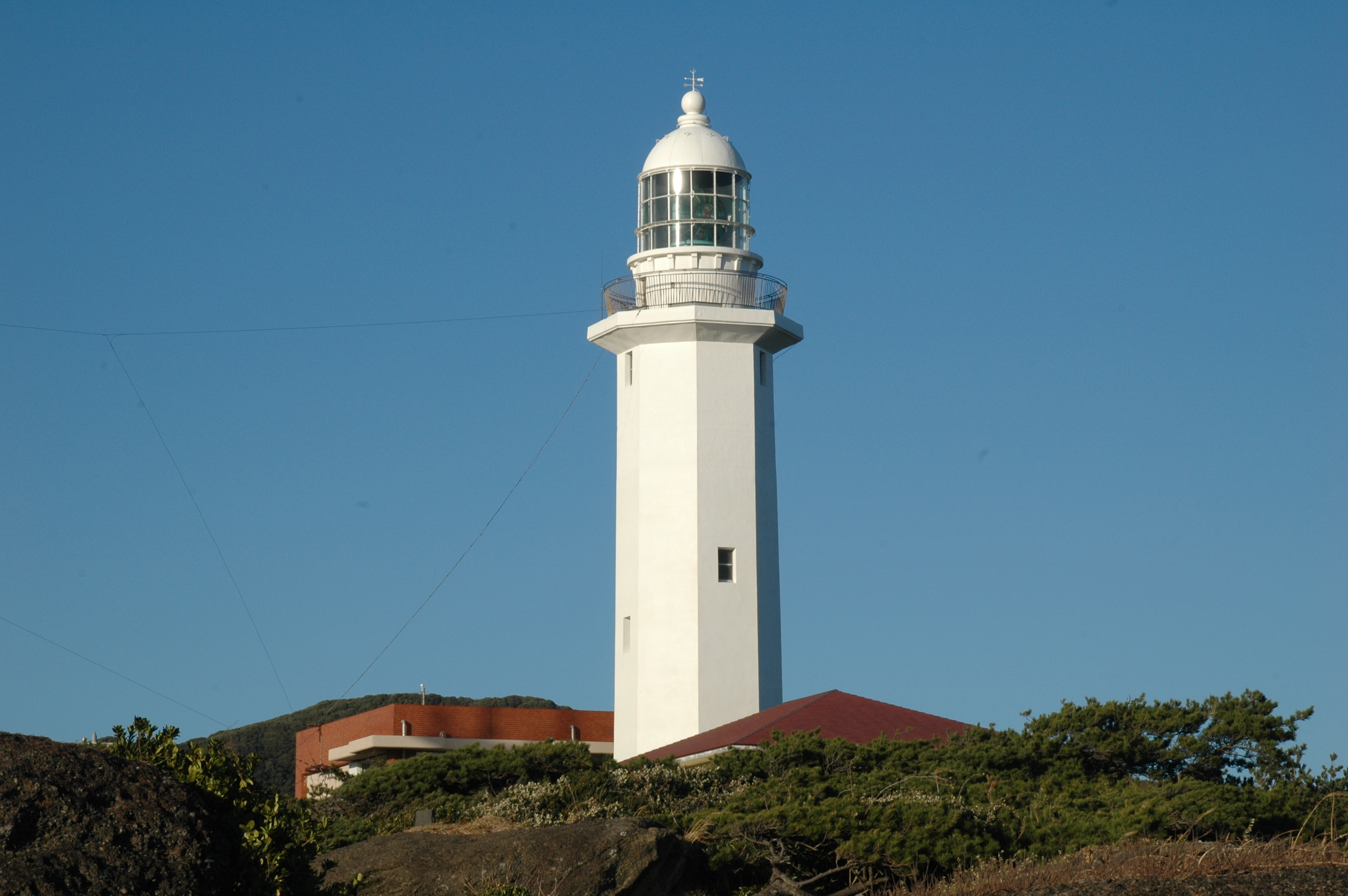
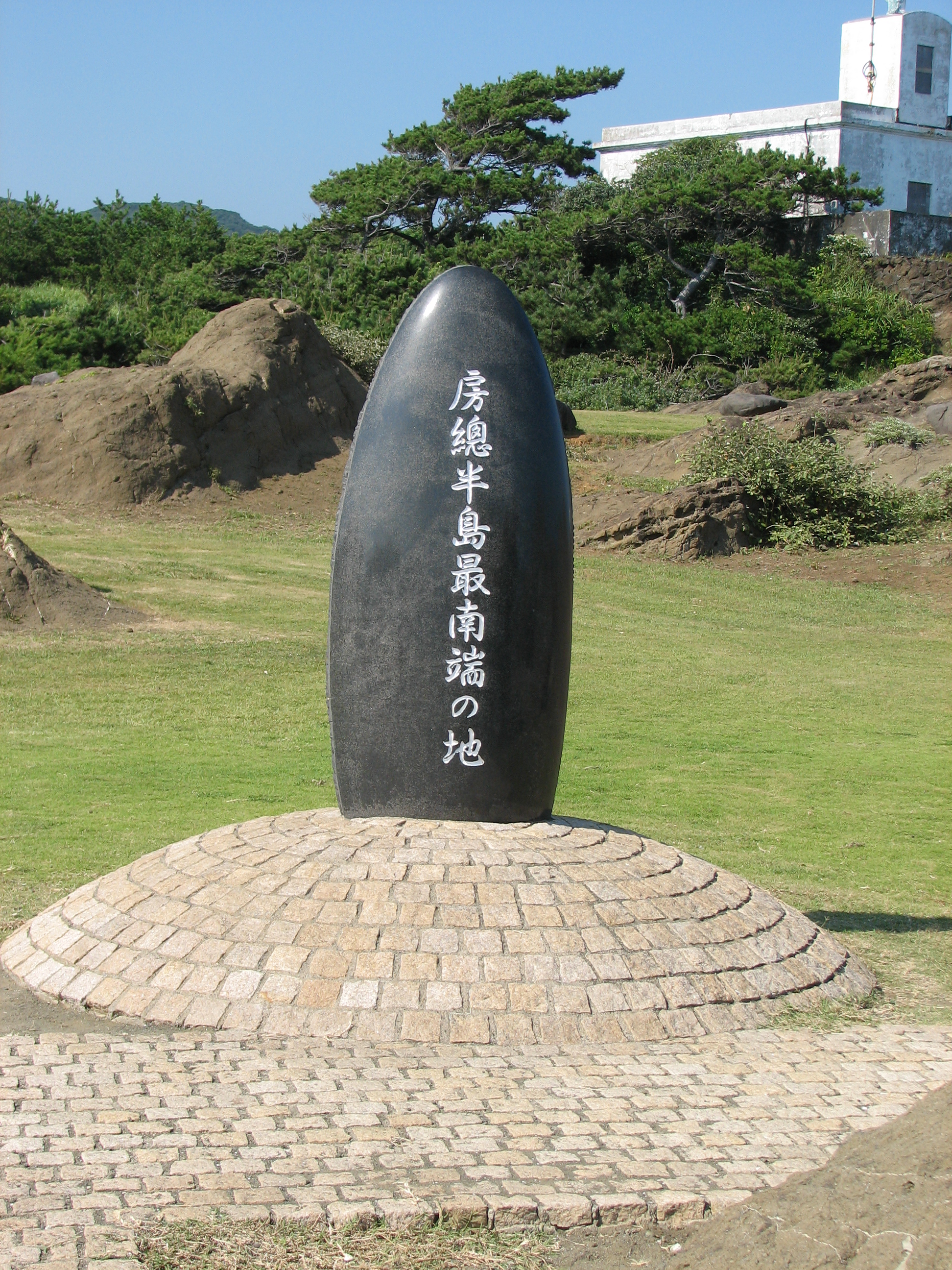
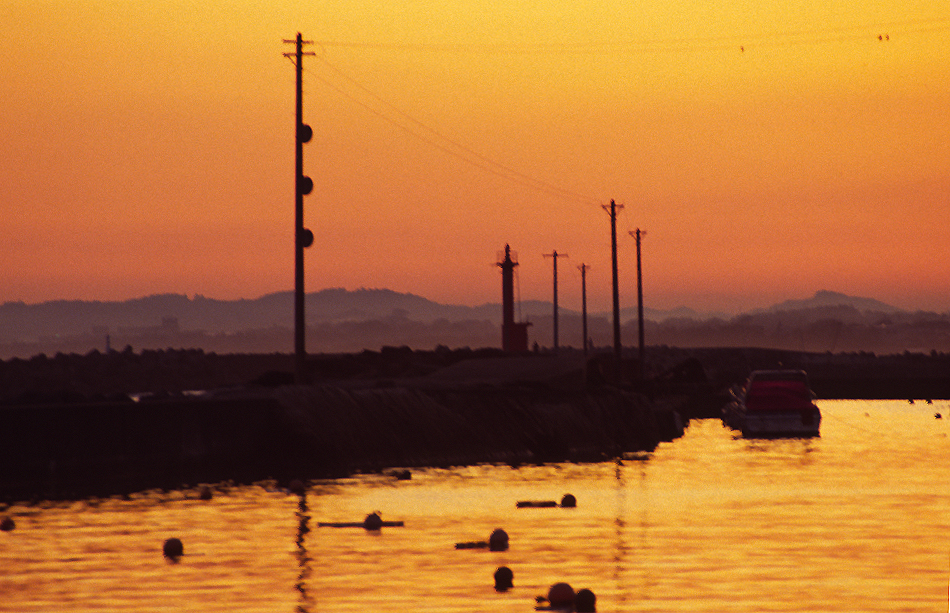
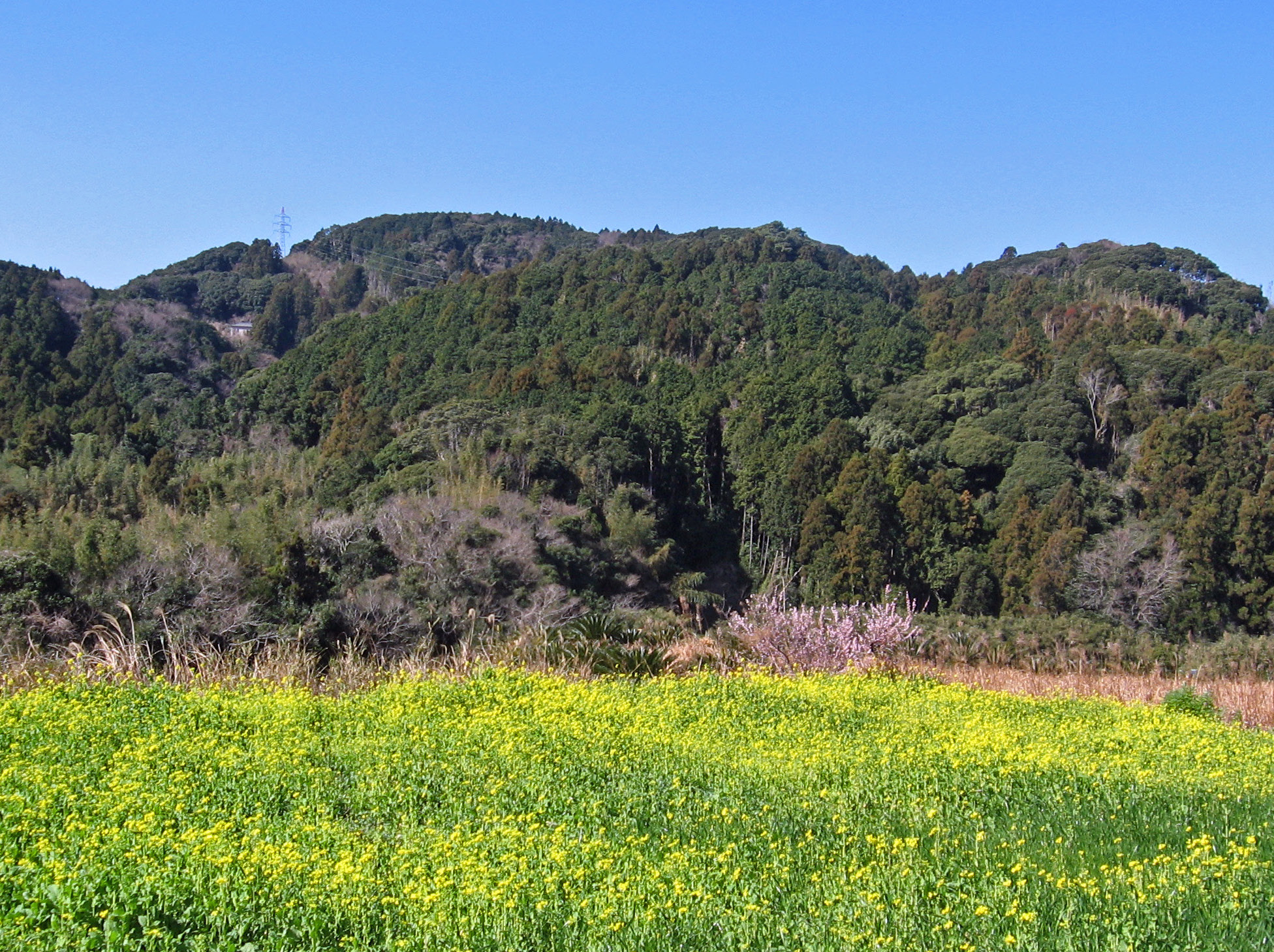
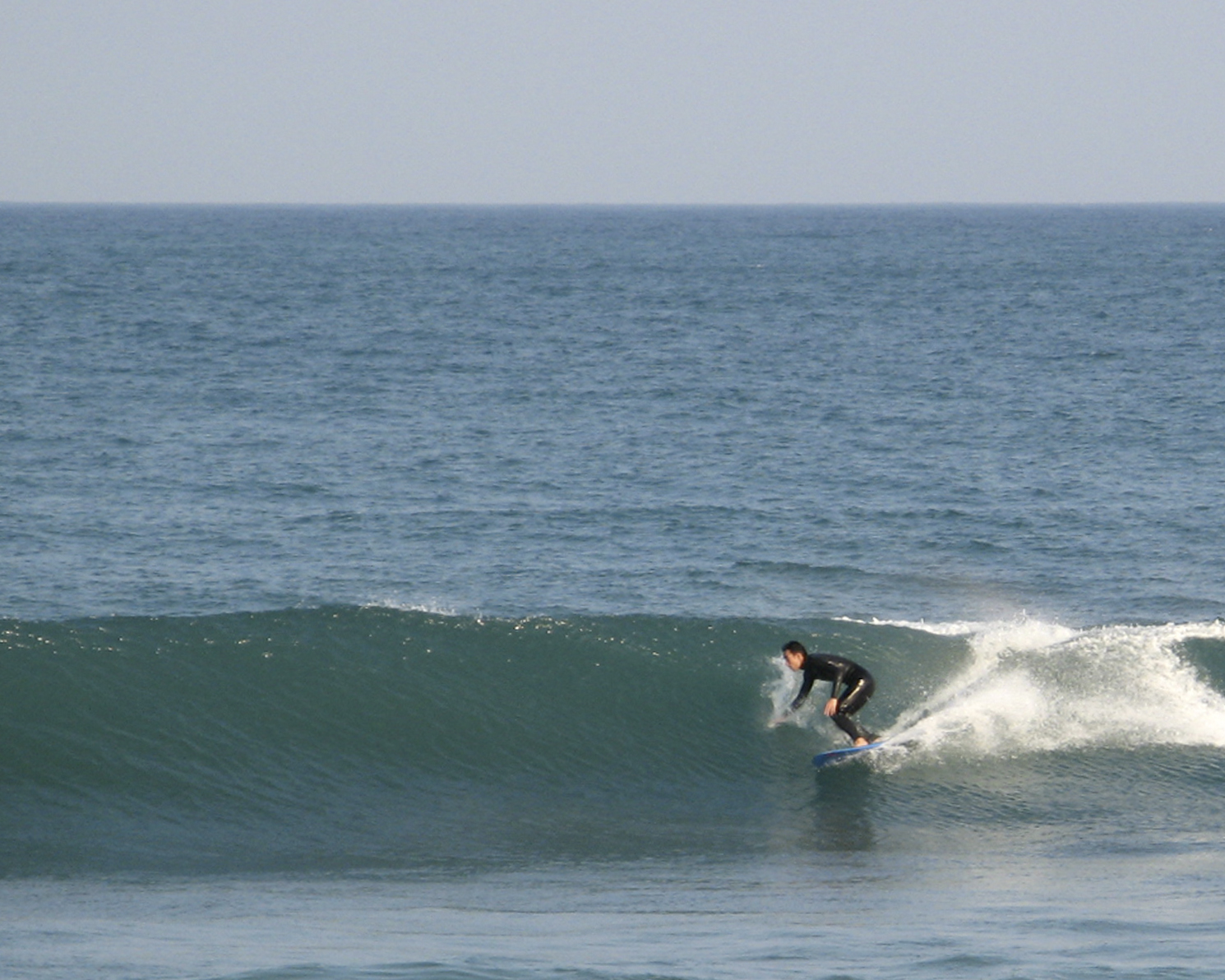
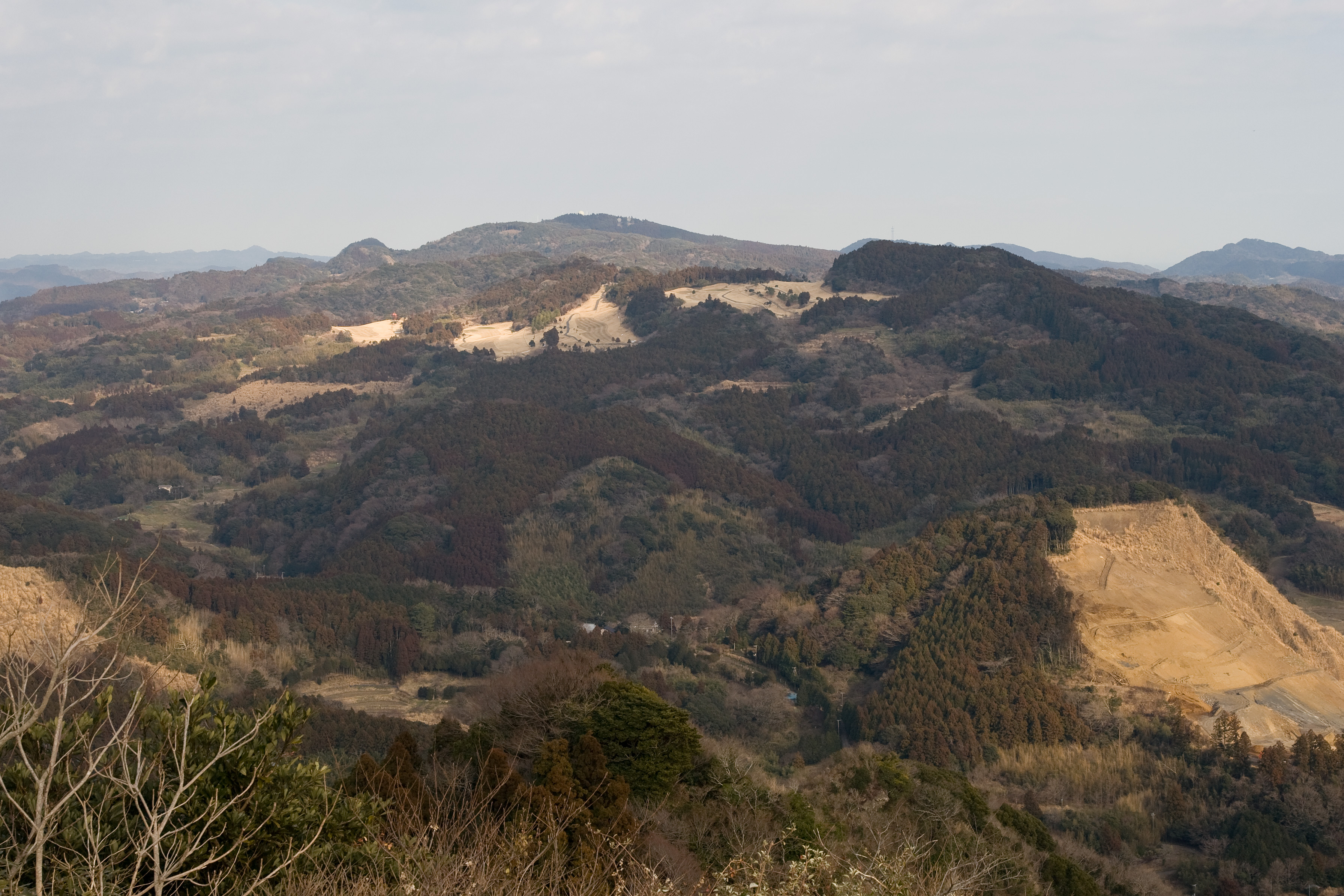
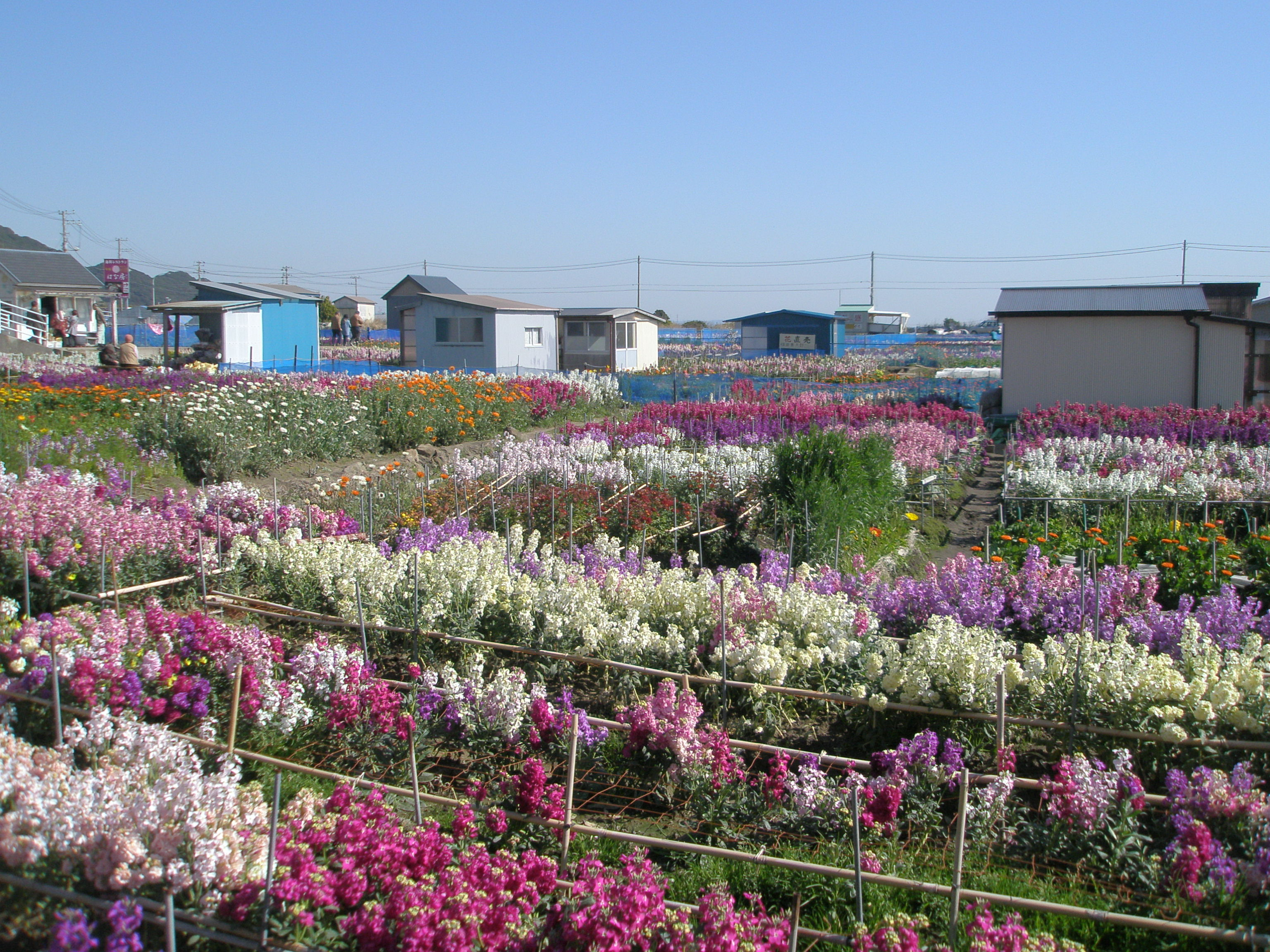